# Comuna Kameanka, Sofiivka
Kameanka (în ucraineană Кам`янка) este o comună în raionul Sofiivka, regiunea Dnipropetrovsk, Ucraina, formată din satele Izluciîste, Kameanka (reședința), Novohortîțea, Oleksiivka și Vîșneve.

## Demografie
Componența lingvistică a satului Kameanka
     Ucraineană (95,49%)
     Rusă (3,88%)
     Alte limbi (0,16%)
Conform recensământului din 2001, majoritatea populației satului Kameanka era vorbitoare de ucraineană (95,49%), existând în minoritate și vorbitori de rusă (3,88%).